# Тодор, Владимир Сергеевич
Владимир Сергеевич Тород (укр. Володимир Сергійович Тодор; 20 июля 1989, Волковыи — январь 2023) — украинский военнослужащий, сержант, участник российско-украинской войны. Герой Украины (2025, посмертно).

## Биография
Родился 20 июля 1989 года в селе Волковыи Млиновского района Ровненской области. В 2014 году принимал участие в боях за Мариуполь.
С началом полномасштабного вторжения России в Украину в 2022 году проходил службу в 80-й отдельной десантно-штурмовой бригаде Вооружённых сил Украины.
В 2022 году командовал десантно-штурмовым взводом на Донетчине, в частности в районах Соледара и Клещиевки. В январе 2023 года на Луганщине во время боя пропал без вести.

## Награды
- Звание «Герой Украины» с удостоением ордена «Золотая Звезда» (8 мая 2025, посмертно) — за личное мужество и героизм, проявленные в защите государственного суверенитета и территориальной целостности Украины, верность военной присяге[3].
- Орден «За мужество» II степени (4 августа 2022) — за личное мужество и самоотверженные действия, проявленные в защите государственного суверенитета и территориальной целостности Украины[4].
- Орден «За мужество» III степени (17 июня 2022) — за личное мужество и самоотверженные действия, проявленные в защите государственного суверенитета и территориальной целостности Украины, верность военной присяге[5].